# Итагуара
Итагуара (порт. Itaguara) — муниципалитет в Бразилии, входит в штат Минас-Жерайс. Составная часть мезорегиона Агломерация Белу-Оризонти. Входит в экономико-статистический микрорегион Итагуара. Население составляет 11 768 человек на 2006 год. Занимает площадь 410,719 км². Плотность населения — 28,7 чел./км².
Праздник города — 31 декабря.

## История
Город основан 31 декабря 1943 года.

## Статистика
- Валовой внутренний продукт на 2003 год составляет 52 906 522,00 реалов (данные: Бразильский институт географии и статистики).
- Валовой внутренний продукт на душу населения на 2003 год составляет 4578,67 реалов (данные: Бразильский институт географии и статистики).
- Индекс развития человеческого потенциала на 2000 год составляет 0,743 (данные: Программа развития ООН).